# Palaeopsylla brevifrontata
Palaeopsylla brevifrontata är en loppart som beskrevs av Zhang Jintong, Wu Houyoung et Liu Chi ying 1984. Palaeopsylla brevifrontata ingår i släktet Palaeopsylla och familjen mullvadsloppor. Inga underarter finns listade i Catalogue of Life.